# Reed Birney
Pour les articles homonymes, voir Birney.
Reed Birney, né le 11 septembre 1954 à Alexandria (Virginie), est un acteur américain.

## Vie privée
Il est marié à l'actrice Constance Shulman. Leur fille, Gus Birney, est également actrice.

## Filmographie

### Cinéma
- 1976 : Not a Pretty Picture de Martha Coolidge : Fred
- 1981 : Georgia (Four Friends) d'Arthur Penn : Louie
- 1985 : Means and Ends de Jean-Michel Michenaud
- 1985 : Mort sur le grill (Crimewave) de Sam Raimi : Vic Ajax
- 1985 : Chain Letters de Mark Rappaport : Greg
- 1997 : You are here de Tom Rooney : le patron de Jack
- 1998 : Meurtre parfait (A Perfect Murder) d'Andrew Davis : le premier prince marhand
- 1999 : The Trey Billings Show de David Briggs (court-métrage) : Mr. Hiney
- 2003 : Found Money de David Caras (court-métrage) : Steven Wren
- 2003 : Filles de bonne famille (Uptown Girls) de Boaz Yakin : Executive
- 2004 : Susanna de Nimrod Zalmanowitz (court-métrage) : David
- 2007 : The Ten de David Wain : Jim Stansel
- 2008 : L'Échange (Changeling) de Clint Eastwood : George Edward Cryer
- 2010 : Twelve Thirty de Jeff Lipsky : Martin
- 2010 : Morning Glory de Roger Michell : le gouverneur Willis
- 2012 : Imogene (Girl Most Likely) de Shari Springer Berman et Robert Pulcini : Dr. Chalmers
- 2013 : Molly's Theory of Relativity de Jeff Lipsky : Todd
- 2013 : Adult World de Scott Coffey : Todd
- 2014 : In Your Eyes de Brin Hill : Dr. Maynard
- 2015 : Jackrabbit de Carleton Ranney : Paul Bateson
- 2015 : Mad Women de Jeff Lipsky : Richard
- 2016 : Occupy, Texas de Jeff Barry : oncle Nolan
- 2016 : Half the Perfect World de Cynthia Fredette : Peter
- 2019 : The Last de Jeff Lipsky : Harry
- 2019 : All The Little Things we Kill d'Adam Neutzsky-Wulff : sénateur Gerald Hess
- 2020 : 40 ans, toujours dans le flow (The Forty-Year-Old Version) de Radha Blank : J. Whitman
- 2020 : Lost Girls de Liz Garbus : Peter Hackett
- 2020 : The Hunt de Craig Zobel : Pop
- 2021 : Strawberry Mansion de Kentucker Audley (en) et Albert Birney : Peter Bloom
- 2021 : Mass de Fran Kranz : Richard
- 2022 : Le Menu (The Menu) de Mark Mylod : Richard Liebbrandt
- 2022 : Baby Ruby de Bess Wohl : Dr Rosenbaum

### Télévision
- 1979 : Huit, ça suffit (Eight is Enough), épisode Mary, He's Married d'Irving J. Moore (série télévisée) : Steven
- 1979 : Too Far to Go (téléfilm) : jeune chauffeur
- 1980 : The Greatest Man in the World (téléfilm) : Smidgeon
- 1985 : Kane & Abel (mini série télévisée) : Matthew Lester
- 1992 : New York, police judiciaire (saison 2, épisode 21) : Malcolm Barclay
- 1994 : Another World (série télévisée) : Walter Trask
- 1997 : New York, police judiciaire (saison 8, épisode 1) : l'avocat Archdioces
- 1998 : De la Terre à la Lune (From the Earth to the Moon) (série télévisée) : John Houbolt
- 2000 : New York, unité spéciale (saison 1, épisode 18) : Harry Waters
- 2002 : New York, section criminelle (saison 1, épisode 12) : substitut du procureur Stillman
- 2005 : New York, section criminelle (saison 4, épisode 10) : Fred Martz
- 2007-2009 : Gossip Girl (série télévisée) : Mr. Prescott
- 2009 : Kings (série télévisée) : le pasteur Forsythe
- 2012 : The Good Wife, épisode Battle of the Proxies de Griffin Dunne (série télévisée) : Lee Tripke
- 2013-2017 : House of Cards  (série télévisée) : Donald Blythe
- 2014 : Girls, saison 3, épisode 11 I Saw You de Jesse Peretz (série télévisée) : Peter
- 2014-2015 : Blacklist (série télévisée) : Tom Connolly
- 2015 : What's your Emergency (série télévisée) : Walter Halpern
- 2015 : American Odyssey (série télévisée) : sénateur Darnell
- 2018 : Titans (série télévisée) : Docteur Adamson
- 2020 : Home Before Dark (série télévisée) ; Sylvester Lisko
- 2024 : American Horror Story: Delicate (série télévisée) : Dexter Harding Sr.

## Récompenses et nominations
- Tony Award du meilleur acteur dans un second rôle dans une pièce lors de la 70e cérémonie des Tony Awards pour The Humans